# Alessandro Bonesso
Alessandro Loris Bonesso (Varedo, 16 agosto 1961) è un dirigente sportivo ed ex calciatore italiano, di ruolo attaccante.

## Carriera

### Giocatore

Bonesso al Torino nella stagione 1981-1982

Cresciuto nel Saronno, entra in giovane età nel vivaio del Torino compiendo tutta la trafila dalla formazione Allievi alla prima squadra; in precedenza aveva sostenuto infruttuosamente un provino per la Juventus. Nella stagione 1977-1978 viene convocato per fare numero in panchina. L'anno dopo esordisce in Coppa Italia nella gara contro il Verona conclusasi 4-3 a favore della squadra scaligera, e in cui realizza nel finale l'inutile terza rete torinista. Il debutto in Serie A avviene nel 1979 contro il Perugia.
Ottiene la riconferma, ma nel ritiro precampionato un infortunio lo mette fuori causa per quasi tutta l'annata 1979-1980. Viene ceduto nella stagione seguente al Catania per fare esperienza, tornando sotto la Mole l'anno dopo. Il campionato 1981-1982 lo vede, con 8 reti, tra i protagonisti della salvezza del Torino dei giovani guidato da Massimo Giacomini, rivelandosi attaccante particolarmente temibile nel gioco aereo.
La stagione successiva, con l'avvicendamento in panchina tra Giacomini ed Eugenio Bersellini le sue apparizioni in campo diminuiscono: chiuso dai neoacquisti Selvaggi e Borghi, totalizza solo 8 presenze. Tuttavia durante il derby del 27 marzo 1983, Bonesso segna il secondo gol dello storico 3-2 del Torino sulla Juventus, partita che vede i granata rimontare dallo 0-2 con tre reti in 3 minuti e 40 secondi; grazie a questa marcatura Bonesso rimane tuttora un giocatore molto amato e ricordato dai tifosi granata.
Viene ceduto nella stagione 1983-1984 al Cesena. Da qui in avanti non giocherà mai più in massima categoria, difatti dalla Romagna il prosieguo della sua carriera lo vedrà militare tra la Serie B (Arezzo e Campobasso) e la Serie C1 (Reggiana, Vis Pesaro e Rimini). A giugno 1989, a soli 28 anni, lascia il calcio professionistico.

### Dopo il ritiro
Dopo essere stato per cinque stagioni responsabile del settore giovanile del Rimini, con una parentesi anche come vice della prima squadra nel campionato di Serie B, nella stagione 2010-2011 diventa responsabile del vivaio del Cesena.